# 小行星1479
小行星1479（1479 Inkeri）是一颗围绕太阳公转的小行星。1938年2月16日，爾約·維薩拉在图尔库发现了此天体。
該小行星以俄羅斯歷史地區英格里亞命名。
这颗小行星的绝对星等为79.61340514201265等。